# 우윤근
우윤근(禹潤根, 1957년 9월 24일~)은 대한민국의 변호사, 정치인이다. 제17·18·19대 국회의원과 제29대 국회사무총장과 문재인 정부의 주 러시아 대사를 역임했다.

## 학력
- 1964년~1968년: 골약국민학교 전학
- 1968년~1970년: 순천성동국민학교 졸업
- 1970년~1973년: 순천중학교 졸업
- 1974년~1977년: 살레시오고등학교 졸업
- 1983년: 전남대학교 법과대학 법학사
- 전남대학교 대학원 법학 석사(학위논문명 - 독일 의원내각제에 관한 연구 : 기본구조와 안정화 요소를 중심으로)
- 1999년: 전남대학교 대학원 법학 박사(학위논문명: 독일법상 특허권의 강제집행)
- 2006년: 국립 상트페테르부르크 대학교 대학원 국제정치학 석사

## 경력
- 1990년: 제32회 사법시험 합격
- 1993년: 사법연수원 제22기 수료
- 1993년: 법무법인 유러 대표변호사
- 1997년: 교통방송 법률프로그램 진행
- 1998년: 서울가정법원 조정위원회 부회장
- 1998년: 우윤근 법률사무소 개업
- 1999년: 조선대학교 겸임교수
- 2001년: 남부대학교 전임강사
- 2004년 4월 15일: 대한민국 제17대 국회의원 선거 당선(전남 광양시·구례군, 열린우리당, 초선)
- 2008년 4월 9일: 대한민국 제18대 국회의원 선거 당선(전남 광양시, 통합민주당, 재선)
- 2012년 4월 11일: 대한민국 제19대 국회의원 선거 당선(전남 광양시·구례군, 민주통합당, 3선)
- 2016년 6월~2017년 10월: 제29대 국회사무총장(장관급)
- 2017년 10월~2019년 5월: 제13대 주 러시아 대사(장관급)
- 2020년 4월~: 법무법인 광장 고문
- 2020년 10월~: 단국대학교 석좌교수

## 의정 활동
- 2004년 5월 30일~2008년 5월 29일: 제17대 국회의원(전남 광양시·구례군, 열린우리당→대통합민주신당→통합민주당, 초선) 
  - 2004년 6월~2006년 5월: 제17대 국회 전반기 법제사법위원회 간사
  - 2006년 6월~2008년 5월: 제17대 국회 후반기 농림해양수산위원회 위원
- 2008년 5월 30일~2012년 5월 29일: 제18대 국회의원(전남 광양시, 통합민주당→민주당→민주통합당, 재선)
  - 2008년 6월~2010년 5월: 제18대 국회 전반기 법제사법위원회 간사
  - 2009년 5월~2010년 5월: 제18대 국회 전반기  국회운영위원회 간사
  - 2010년 6월~2012년 5월: 제18대 국회 후반기 법제사법위원회 위원장
- 2008년: 민주당 제1정책조정위원장
- 2009년: 민주당 원내수석부대표
- 2012년 5월 30일~2016년 5월 29일: 제19대 국회의원(전남 광양시·구례군, 민주통합당→민주당→새정치민주연합→더불어민주당, 3선)
- 2014년 6월~2014년 10월: 새정치민주연합 정책위원회 의장
- 2014년 10월 9일~2015년 5월 6일: 새정치민주연합 원내대표
- 2016년 1월~2016년 3월: 더불어민주당 비상대책위원회 위원

## 역대 선거 결과
|  | 57.36% |

|  | 59.45% |

|  | 53.00% |

|  | 37.67% |

## 소속 정당
| 소속 정당 | 소속 정당        | 소속 기간 | 비고      |
| --------- | ---------------- | --------- | --------- |
|           | 열린우리당       | 2004~2007 | 정계 입문 |
|           | 무소속           | 2007      | 탈당      |
|           | 중도개혁통합신당 | 2007      | 창당      |
|           | 중도통합민주당   | 2007      | 합당      |
|           | 무소속           | 2007      | 탈당      |
|           | 대통합민주신당   | 2007~2008 | 창당      |
|           | 통합민주당       | 2008      | 합당      |
|           | 민주당           | 2008~2011 | 당명 변경 |
|           | 민주통합당       | 2011~2013 | 합당      |
|           | 민주당           | 2013~2014 | 당명 변경 |
|           | 새정치민주연합   | 2014~2015 | 합당      |
|           | 더불어민주당     | 2015~2016 | 당명 변경 |
|           | 무소속           | 2016~2019 | 탈당      |
|           | 더불어민주당     | 2019~현재 | 복당      |

## 같이 보기
- 광양시·구례군 (2000년 선거구)
- 광양시 (2008년 선거구)
- 광양시·구례군 (2012년 선거구)
- 광양시의 국회의원
- 구례군의 국회의원
- 대한민국의 국회사무총장
- 주러대사